# 神保相茂
神保相茂（1582年—1615年6月3日）是安土桃山時代至江戶時代初期的武將。父親是神保春茂。通稱長三郎。

## 生平
在天正10年（1582年）出生。與越中神保氏同族，父親春茂的血統是神保長誠之後，代代居住在紀伊國有田郡石垣鳥屋城，仕於畠山氏尾州家。在畠山氏沒落後，春茂仕於豐臣秀長、豐臣秀吉，被賜予大和國6千石。
慶長5年（1600年），在關原之戰中投向東軍，在討伐上杉景勝時從軍，加增1千石。
慶長20年（1615年），在大坂之陣中，率領3百人，從屬於水野勝成隊並奮戰，不過在5月7日於船場口的戰鬥中，因為明石全登隊突破越前勢左翼，水野隊陷入混亂，在激戰中，神保隊的騎兵32人、一般兵293人全滅，自身亦戰死。在江戶幕府的正史『德川實紀』（『台德院殿御實紀』）中記載，神保主從在5月7日與明石隊激戰後全滅，「此戰，大和組的神保長三郎，主從共三十六騎一同戰死」（此の戦に大和組の神保長三郎は、主従共に三十六騎馬同枕に討ち死にす）。
戰後，兒子茂明成為直參旗本，以大身旗本的身份，成為交代寄合。

## 伊達擊殺友軍說
另一說法指，相茂的死是因為突然受後方的友軍伊達政宗隊以鐵砲射擊。這個說法在當時廣為流傳，在島津氏的『薩藩舊記』中亦有記載政宗因此事而被諸大名恥笑為卑怯者。
對此，神保遺臣以水野氏和本多正純為仲介，向伊達家抗議，不過政宗對此辯解「因為神保隊已經崩潰，為了避免共同崩潰而射擊。對伊達的軍法而言，敵我雙方都沒有分別」（神保隊が崩れかかってきたので、共崩れを避けるために撃った。伊達の軍法には敵味方の区別はない）（『大坂夏陣推察記』）。僅有7千石的外様旗本神保氏不可能與60萬石的大名伊達氏相爭，結果伊達氏沒有受到任何處罰。
事件的詳細情況不明，除了伊達氏的辯明，還有誤射、誤認為敵人、在戰鬥中攻擊後藤基次隊，爭奪功名等說法。而在『難波戰記』中則記述，在船場口休息的神保隊無故被伊達軍以鐵砲射擊。